# Алиськевич Євген Григорович
Алиськевич Євген Григорович (1 серпня 1912, Доброводи, нині Збаразького району Тернопільської області — 1980, Тернопіль) — український священник, просвітницько-культурний діяч. Син Григорія Алиськевича.

## Життєпис
Навчався в гімназіях у містах Тернопіль та Львів, Львівській богословській академії (1932–1937) та медичному інституті (1947–1949, нині Львівський національний медичний університет імені Данила Галицького).
1937 року рукопокладений у сан священника. Душпастирював у селах Біла (церква святого Миколая) Тернопільського (1937–1942), Хренів Кам'янка-Бузького, Лисятичі Стрийського районів (1942–1947, обидва — Львівської області). Згодом — у Тернополі; таємно виконував душпастирські обов'язки, за що Алиськевича переслідували органи МДБ.
2 березня 1950 року заарештований; депортований у село Дюбіно Томської області (нині РФ).
1963 року повернувся в Тернопіль. Працював у ЖЕКу № 2 та школі ДТСААФ (до 1972), служив у підпільній УГКЦ в Білій.
Помер 1980 року в м. Тернопіль.